# Maison de Jovan Cvijić
La maison de Jovan Cvijić (en serbe cyrillique : Дом Јована Цвијића ; en serbe latin : Dom Jovana Cvijića) est un édifice situé à Belgrade, la capitale de la Serbie, dans la municipalité urbaine de Stari grad. En raison de son importance architecturale et mémorielle, cette maison, construite en 1905, figure sur la liste des monuments culturels de grande importance de la République de Serbie (identifiant no SK 32) et sur la liste des biens culturels de la ville de Belgrade.

## Présentation
La maison se trouve au n° 5 de la rue Jelene Ćetković, dans le quartier résidentiel de Kopitareva gradina. Elle a été construite en 1905 par Sreten Stojanović (1874-1957), sur des plans de Jovan Cvijić qui voulait en faire sa résidence ; elle dispose d'un sous-sol, d'un rez-de-chaussée et d'un jardin. Comme l'ensemble du quartier, elle est typique de l'architecture belgradoise du début du XXe siècle. Elle a servi de demeure et de lieu de travail au savant serbe Jovan Cvijić (1865–1927), explorateur et auteur de nombreux ouvrages dans les domaines de la géographie et de la géologie ; Cvijić fut également président de l'Académie serbe des sciences et des arts entre 1921 et 1927. Depuis 1967, elle abrite un musée commémoratif consacré au savant,.

## Architecture
La maison est caractéristique de l'architecture éclectique, avec des éléments de style néorenaissance. Des travaux de restauration ont été réalisés sur l'édifice en 1968.

## Musée
Le musée commémoratif dépend du musée de la ville de Belgrade. On peut y voir le salon, qui conserve des meubles dessinés par Dragutin Inkiostri–Medenjak (1860–1942) et réalisés en 1908, le cabinet de travail et la bibliothèque du savant. Dragutin Inkiostri a également réalisé pour la maison des décorations murales considérées comme particulièrement remarquables,.
Consacrée à l'héritage de Cvijić, le musée abrite également des objets et d'effets personnels ayant appartenu à l'académicien, ainsi que des pièces et documents ethnographiques.
Un buste de Jovan Cvijić, réalisé par Vladeta Petrić, a été installé dans le jardin en 1985.

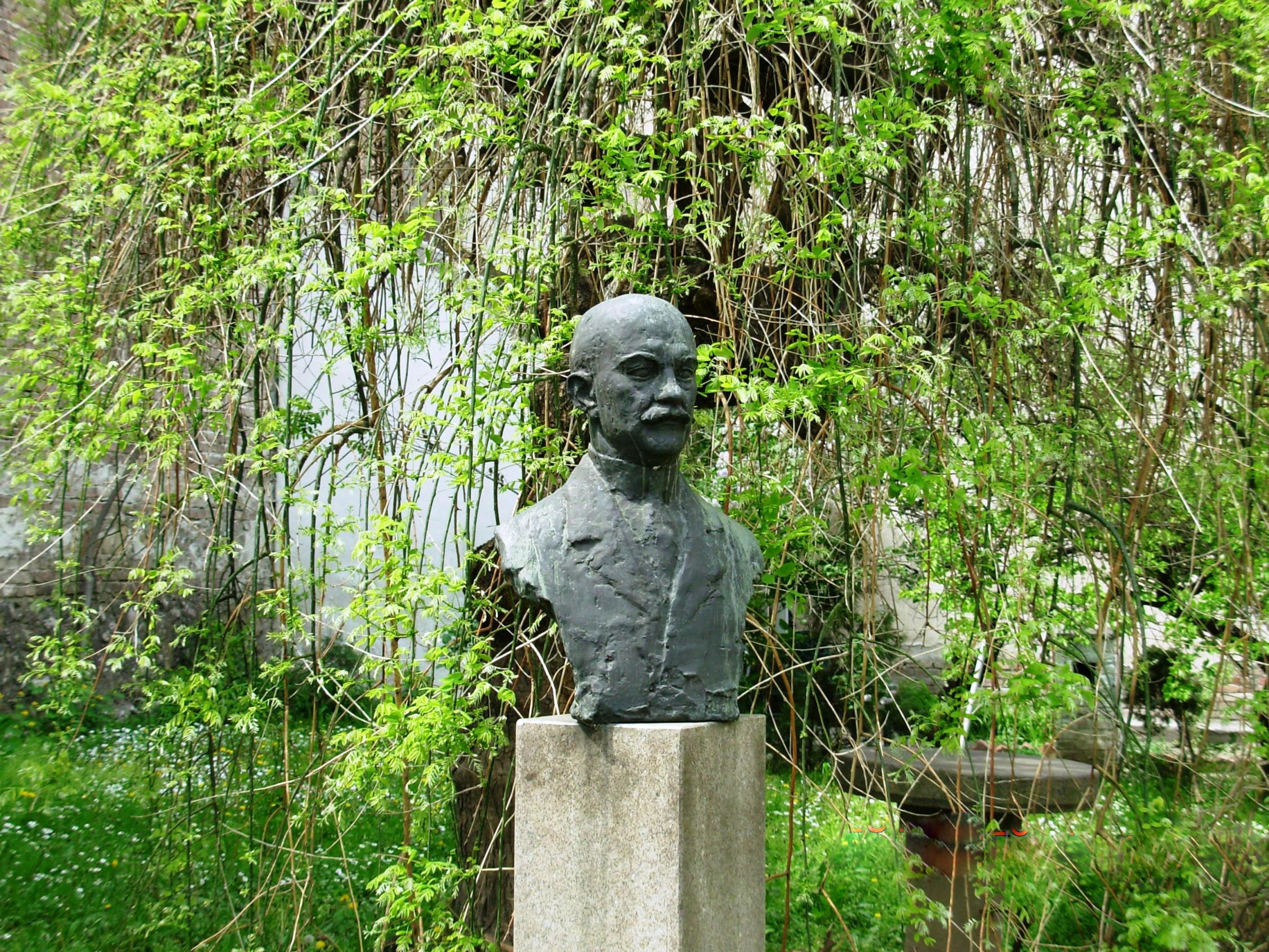
Buste de Jovan Cvijić dans le jardin de la maison